# 처용암
처용암(處容岩)은 울산광역시 남구 황성동 외황강 하구에 떠있는 바위섬이다. 1997년 10월 9일 울산광역시 기념물 제4호로 지정되었다.

## 개요
처용암은 남구 황성동 세죽마을 해변에서 약 150m 떨어진 바위섬이다. 처용암의 유래 전설은 『삼국유사』에 실려 있다.
신라 헌강왕(憲康王 : 재위 875~886년)이 이곳에 놀이를 와서 쉬고 있을 때, 갑자기 구름과 안개가 가려 앞을 볼 수 없었다. 일관이 동해 용(龍)의 조화이니 좋은 일을 해주어 달래주어야 한다고 보고하였다. 왕이 즉시 이 근처에 용을 위한 절을 세우도록 명령하자 구름과 안개가 걷혔다고 한다. 그리하여 이곳을 개운포라 이름을 붙였다고 한다. 또한 당시에 세운 절은 현재 울주군 청량면 율리에 터가 남아 있는 망해사(望海寺)이다.
왕의 명령에 동해용이 크게 기뻐하여 바다에서 일곱 왕자를 거느리고 왕의 앞에 나타나 춤을 추고 음악을 연주하였다. 그 가운데 한 아들이 왕을 따라 서울로 와서 왕의 정사를 도왔는데, 그가 처용이다. 왕이 그에게 아름다운 여자를 아내로 삼게 하여 머물러 있도록 하고, 급간(級干)의 관등을 주었다. 아내가 대단히 아름다워 역신(疫神)이 흠모한 나머지 사람으로 변해 밤에 몰래 그 집에 가서 동침하였다. 이 때 밖에서 돌아온 처용은 두 사람이 누워 있는 것을 보고 노래를 부르며 춤을 추었다. 이에 역신은 본래의 모습을 나타내어 처용 앞에 꿇어앉아 “내가 당신의 아내를 사모해 잘못을 저질렀으나 당신은 노여워하지 않으니 감동하여 아름답게 여긴다. 맹세코 이제부터는 당신의 모양을 그린 것만 보아도 그 문 안에 들어가지 않겠다.”고 하였다. 이 일로 인해 나라 사람들은 처용의 모습을 그린 부적을 문에 붙여 귀신을 물리치고 경사스러운 일을 맞아 들였다고 한다.
『삼국유사』에서는 처용을 용의 아들이라고 하였으나, 처용의 신분에 대해서는 울산 지방 호족의 아들, 혹은 아리비아 상인 등의 학설이 있다.

## 유래
처용암에는 신라 제49대 헌강왕(憲康王)과 처용의 만남에 관한 설화가 있다.

### 삼국유사의 기록
《삼국유사》의 〈처용랑(處容郞)과 망해사(望海寺)〉에서 다음과 같이 전한다.
第四十九憲康大王之代, 自京師至於海內, 比屋連墻無一草屋, 笙歌不絶道路, 風雨調於四時. 於是大王遊開雲浦. (在鶴城西南今蔚州.) 王將還駕, 晝歇於汀邊, 忽雲霧冥, 迷失道路. 怪問左右, 日官奏云, 此東海龍所變也, 宜行勝事以解之. 於是勅有司, 爲龍佛寺近境. 施令已出, 雲開霧散, 因名開雲浦. 東海龍喜, 乃率七子現於駕前, 讚德獻舞奏樂. 其一子隨駕入京, 輔佐王政, 名曰處容. 王以美女妻之. 欲留其意. 又賜級干職.
제49대 헌강대왕의 대에는, 서울에서 해내(海內)에 이르기까지, 가옥이 이어지고 담장이 연이어 있고 초가가 하나 없었으며, 길에는 노랫소리가 끊이지 아니하였으니, 풍우는 사철로 순조로웠다. 이 때에 대왕이 개운포(학성의 서남쪽에 있으며, 지금의 울주이다.)에서 노닐었다. 왕이 돌아가려고 낮에 물가에서 쉬고 있으니, 홀연히 구름과 안개로 어두워져 길을 잃었다. 괴이하여 좌우 신하들에게 물으니 일관(日官)이 아뢰기를, "이는 동해에 있는 용의 조화이니, 마땅히 승사(勝事)를 행하여 이를 풀어야 합니다."라 하였다. 이에 유사(有司)에게 명하여, 근처에 용을 위한 절을 짓게 하였다. 명이 내리자, 구름이 열리고 안개는 흩어졌으니, 개운포라는 이름은 이 때문이다. 동해용이 기뻐하여, 일곱 아들을 거느리고 왕의 가마 앞에 나타나, 덕을 찬양하고 춤추며 노래하였다. 그 중 한 아들이 서울로 들어가, 왕의 정치를 보좌하니, 이름을 처용이라 하였다. 왕이 미녀로 하여금 그를 처로 삼게 하고, 머물게 하기를 원하여, 급간(級干)의 직을 주었다.

### 삼국사기의 기록
《삼국사기》의 〈신라본기 제11권 헌강왕조〉에서는 다음과 같이 전한다.
三月, 巡幸國東州郡, 有不知所從來四人, 詣駕前歌歌{舞}. 形容可駭, 衣巾詭異, 時人謂之山海精靈.[古記謂王卽位元年事.]
3월에 왕이 나라의 동쪽 주군(州郡)을 순행할 새, 어디서 온 지 모르는 네 사람이 왕의 가마 앞에 나타나 가무를 하였다. 그 모습이 해괴하고 의관은 괴이하여, 당시 사람들이 그들을 일컬어 산해의 정령이라고 하였다. [오랜 기록에는 이것이 왕이 즉위한 해의 일이라고 전한다.]

### 그 외 자료의 기록
이 외에 《동국여지승람》의 〈경주부 고적 월명항〉과 〈울산군 고적〉, 《세종실록 지리지》의 〈울산군 처용암조〉, 《경상도 지리지》의 〈영이지적(靈異之跡)〉에 처용암의 유래에 대한 기록이 있다.

## 교통
울산광역시 시내버스 266번이 20분 간격으로 운행한다. 처용암 입구 정류장에서 하차한다.